# Anton Sepp
Anton Sepp (* um 21. November 1655 in Kaltern, heute Südtirol; † 13. Januar 1733 in San José (Misiones), Argentinien) war ein Jesuitenmissionar in der Jesuitenprovinz Paraguay. Er unterrichtete Guaraní-Indianer in barocker Kirchenmusik.

## Zeit in Europa
Anton Sepp wurde als Sohn von Johann Baptist Sepp, einem Bürgerlichen, und der Eva Leis aus dem Kleinadel am 22. Nov. 1655 in Kaltern getauft und sehr wahrscheinlich am Tag vorher geboren, und zwar im Ansitz Salegg. Die ersten Jahre verbrachte er in seinem Geburtsort Kaltern, bis seine Familie in das Nachbardorf Eppan übersiedelte. Ab ca. 1665 war er Hofsängerknabe in Wien und besuchte dann ab 1667 sieben Jahre lang das Jesuitengymnasium in Innsbruck. Daraufhin trat er in Landsberg am Lech in den Jesuitenorden ein und legte dort nach zwei Jahren 1676 die Gelübde ab. In Ingolstadt studierte er drei Jahre lang Philosophie, um nach vier Jahren Lehrtätigkeit in Landsberg, Solothurn und Luzern wieder in Ingolstadt das vierjährige Theologiestudium zu absolvieren. Im Jahr 1687 wurde er in Augsburg zum Priester geweiht und leistete in Altötting sein drittes Probejahr.
Anton Sepp war nicht nur musikalisch sehr interessiert, wohl auch begabt, und spielte außer der Theorbe noch weitere Instrumente. Er schrieb als Student Theaterstücke, die zum Schulschluss aufgeführt wurden und manchmal viele Zuschauer anlockten. Schon früh spürte er den Wunsch, Indianer zum katholischen Glauben zu führen. Er stellte daher das Gesuch, dieser Berufung nachgehen zu dürfen und erhielt auch die Erlaubnis. So schiffte er sich von 1689 von Genua nach Cadiz (Spanien) ein. Die 16 Monate unfreiwilligen Aufenthalts in Spanien nutzte er in Sevilla, um die kastilische Sprache zu lernen. Erst im Jänner 1691 brach die nächste Flotte nach Buenos Aires auf, mit der er nach Südamerika übersetzen konnte.

## Zeit in Südamerika
Nach 19 Wochen Schiffsreise kam er im damals nicht viel mehr als 2000 Einwohner zählenden Buenos Aires an. Auf seiner Reise hatte er mehrere Musikinstrumente mitgebracht, sowie eine Kopie des Gnadenbildes von Altötting, die ihn später überallhin begleiten sollte.
Drei Jahre lang unterstützte er den Pfarrer der Reduktion Yapeyú (heute in Argentinien an der Grenze zu Brasilien). Die getauften Indianer wohnten damals in so genannten Reduktionen, wo sie vor den spanischen Eroberern einigermaßen geschützt waren. Anton lernte in Yapeyú die Sprache der Guaraní und lehrte die einheimische Bevölkerung das Musizieren mit europäischen Instrumenten. Der Grundsatz „compelle intrare“ (nötige sie einzutreten – in die Kirche) der Jesuiten, nach dem Evangelisten Lukas 14, 16-23, war wohl das kleinere Übel im Vergleich zur Versklavung durch die spanischen Eroberer. Anton Sepp erkannte zwar an, dass die Indianer bis zur Perfektion imitieren konnten, was man ihnen vormachte, er war aber der Meinung, dass sie einen „kurtzen“ Verstand besäßen und planlos dahinlebten. Es scheint, dass er sich in seinem Eifer, ihnen die europäische Kultur und Religion beibringen zu müssen, wenig bemüht hat, ihre Eigenart zu verstehen. Mit dem „compelle“ (nötige sie) der spanischen Jesuiten war er durchaus einverstanden. Als möglicherweise einziger Deutscher, besser gesagt Deutschsprachiger (von seinem Mitbruder Heinrich Cordule weiß man nicht genau, ob er Sudetendeutscher war), lebte er lange unter lauter spanischen Missionaren.

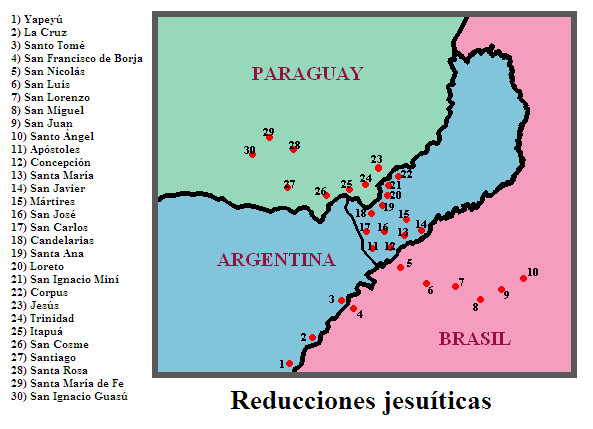
Jesuitenreduktionen in Paraguay, Brasilien, Argentinien

1694 bis 1696 war er in Santa Maria de Fe, wo zu jener Zeit die Pest ausbrach und rund ein Achtel der Bevölkerung dahinraffte. Er betreute dort und auch in San Ignacio Guazú die Pestkranken, die er täglich besuchte. Daraufhin war er selbst so geschwächt, dass er nach einem kurzen Aufenthalt in San Carlos Erholungsurlaub in San Xavier brauchte.
Sein nächster Dienstort war ab 1697 San Miguel (Nähe von Santo Ângelo, heute Brasilien), wo er mit einem Teil der Bevölkerung ein neues Dorf gründete (San Juan Bautista ). Er selbst leitete die Rodungs- und Aufbauarbeiten, wobei die Häuser der Reduktion regelmäßig angelegt wurden, sodass die Straßen zueinander im rechten Winkel verliefen. Er wurde dort zum ersten Pfarrer. Da es keine europäischen Handwerker und Landwirte gab, brachte er den Eingeborenen verschiedene Handwerkskünste bei. Er entdeckte Eisenerzvorkommen und ließ Hochöfen bauen. Neben verschiedenen eisernen und stählernen Gebrauchsgegenständen wurden auch Waffen hergestellt, die unter anderem zur Abwehr von Sklavenjägern benutzt wurden. Johann Neumann aus der Jesuitenprovinz Wien errichtete im Dorf eine Druckerei. Einige Guaraní hatten auch schon das Schreiben und Malen erlernt.
Anton Sepp wurde unsittlicher Handlungen bezichtigt und aus der Ortschaft verjagt. Eine Kommission untersuchte seinen Fall, kam zum Schluss, dass er unschuldig war und setzte ihn wieder im gleichen Ort ein, wo er bis 1710 blieb. Dann wurde er weiter nach Westen nach San Luis  versetzt, wo er drei Jahre seinen Dienst versah.
Isoliert von der Zivilisation, war das Leben des Missionars einsam geworden. Er begann, neben lateinischen und deutschen Schriften auch solche in spanischer Sprache zu verfassen. Von ihm sind Aufzeichnungen und Briefe erhalten und teilweise in andere Sprachen übersetzt worden. Über ihn wissen wir auch durch Aufzeichnungen anderer Personen (z. B. des Jesuiten Pedro Lozano) Bescheid.
In der nächsten Station, La Cruz (heute Argentinien) blieb er 16 Jahre lang. Während des spanischen Erbfolgekrieges hatte er wahrscheinlich keine Postverbindung zu seinen europäischen Bekannten und Verwandten. Erst 1717 trafen 13 Jesuiten aus der oberdeutschen Provinz ein, der auch er selbst angehörte, 1729 trafen weitere 13 aus der oberdeutschen und aus der österreichischen Provinz ein. Zu dieser Zeit war Antons Deutsch bereits sehr holprig und schwerfällig geworden, da er nur mehr Guaraní und Spanisch gesprochen hatte.
Um 1730 war Pater Anton Superior der Jesuitenprovinz Paraguay. In diesem Jahr, er war schon 75 Jahre alt, wurde er nach San José (heute Argentinien) versetzt, wo er auch verstarb.

## Publizistik und Wissenspopularisierung
Für den Missionar selbst war die Hinführung zum katholischen Glauben das Wichtigste in seinem Leben. Er galt seinen Zeitgenossen als „deren Paraquarier wahrer Apostel“. Sepp veröffentlichte zahlreiche Reiseberichte, in denen er sich gegenüber den Guaraní herablassend äußert. Er beschreibt sie als faul, untüchtig sowie hinterlistig und wirft ihnen vor, sich nicht auf eine Zeit der Knappheit vorzubereiten, sondern nur bis zur nächsten Mahlzeit zu denken. In seinen Werken berücksichtigt er nicht, dass die Indigenen eigene Lebensweisen und Bräuche hatten, die auf ihre Umwelt angepasst waren. In Sepps Weltbild sind die Guaraní Barbaren, die er als Erlöser zum „wahren“ Glauben führen will.
Da er mit den Guaraní intensiv interagierte, sind seine Aufzeichnungen gleichwohl auch aus ethnologischer Sicht interessant. Er schrieb zudem Kirchenlieder in der Sprache der Guaraní.

## Aktuelle Kritik an Sepps Zivilisierungsmission und Wirtschaftsinteressen
Sepp zwang die Guaraní, ihren semi-sesshaften Lebensstil aufzugeben und sich wie europäische Bauern anzusiedeln. Er setzte seine Bemühungen teilweise auch gewaltsam durch und ließ Indigene auspeitschen. Neben den Missionsbemühungen verfolgte Sepp als Jesuit auch handfeste wirtschaftliche Interessen: So ließ er zum Beispiel in den neugegründeten Siedlungen im europäischen Stil Yerba Maté anbauen und verbot die traditionellen Anbaumethoden.
Trotz seiner Methoden im Umgang mit den Guarani wurde ihm in Santo Angelo im 20. Jahrhundert als „Pionier der Eisen- und Stahlindustrie“ ein Denkmal gesetzt. Seine Leistung in dieser Hinsicht war jedoch nur von regionaler Bedeutung.

## Weitere Literatur
- Galaxis Borja Gonzalez, Jesuitische Berichterstattung über die Neue Welt. Zur Veröffentlichungs-, Verbreitungs- und Rezeptionsgeschichte jesuitischer Americana auf dem deutschen Buchmarkt im Zeitalter der Aufklärung, Göttingen: Vandenhoeck & Ruprecht 2011, S. 85–100. ISBN 978-3-525-10109-4
- Esther Schmid Heer (Hrsg.): Anton Sepp SJ: Paraquarischer Blumengarten. Reihe Jesuitica, Regensburg: Schnell + Steiner 2012. ISBN 978-3-7954-2555-5